# Versions of Me
Versions of Me é o quinto álbum de estúdio da cantora brasileira Anitta, lançado em 12 de abril de 2022, através da Warner Records e originalmente planejado para ser intitulado Girl from Rio. Anitta abordou no álbum as suas várias versões apresentadas ao público durante seus mais de 10 anos de carreira. É seu segundo álbum trilíngue depois de seu quarto álbum de estúdio, Kisses (2019). Versions of Me obteve grande repercussão e êxito comercial, se convertendo, até então, na maior estreia de um álbum brasileiro na história e adentrando nas paradas musicais de diversos países e nas listas da Billboard. 
O álbum foi precedido por cinco singles: "Me Gusta" com participação de Cardi B e Myke Towers, "Girl from Rio", "Faking Love" com participação de Saweetie, "Envolver" e "Boys Don't Cry". A canção "Gata" com Chencho Corleone foi lançada posteriormente para promoção do álbum. "El Que Espera" com participação de Maluma e "Lobby" com participação de Missy Elliott, foram lançados como os singles oficiais da edição Deluxe.

## Antecedentes
Após o lançamento do álbum audiovisual trilíngue Kisses (2019), Anitta começou a trabalhar em seu quinto álbum de estúdio. Em uma entrevista à revista Veja, a cantora confirmou que tinha trinta canções prontas e que estava selecionando aquelas que seriam incluídas no álbum junto com o empresário norte-americano Brandon Silverstein. Em dezembro de 2019, informações sobre o novo álbum circularam na Internet em uma publicação na biografia da cantora no site da S10 Entertainment, uma empresa de Silverstein, mas depois que a notícia se espalhou, as informações foram removidas do site. O álbum teria sido lançado logo após a aparição de Anitta no Coachella em março de 2020, mas devido à pandemia de COVID-19 foi adiado para 2021. Em 24 de setembro de 2020, durante a apresentação de Anitta no The Tonight Show Starring Jimmy Fallon, o apresentador Jimmy Fallon afirmou que o álbum se chamaria Girl from Rio. Em dezembro de 2021, Aaron Bay-Schuck, CEO da Warner Records, revelou que o álbum seria adiado para 2022.
Em 11 de março de 2022, Silverstein confirmou que o álbum estava pronto. Em 15 de março de 2022, Anitta confirmou que seria lançado antes de suas duas apresentações no Coachella, que ocorreram em 15 e 23 de abril, respectivamente. Ele também confirmou que o álbum teria canções em inglês, espanhol e português, sendo seu segundo álbum de estúdio trilíngue depois de Kisses. Em 31 de março de 2022, Anitta revelou que o nome do álbum foi alterado para Versions of Me. Ela também revelou a capa e a data de lançamento do álbum. Em 6 de abril de 2022, ela revelou que teria colaborações com os cantores norte-americanos Khalid e Ty Dolla Sign. Em 7 de abril de 2022, ele revelou oficialmente a lista de faixas. No final do mês de maio, a cantora confirmou que o álbum ganharia uma versão deluxe que seria lançado no final de junho. Mais tarde, em julho, ela liberou mais informações sobre, revelando mais 5 faixas e 2 delas mais a faixa "Gata" se tornando singles oficiais.

## Desenvolvimento
Versions of Me levou mais de três anos para ser feito. Para a revista Flaunt, Anitta revelou: "Estou tentando trazer minha cultura e os ritmos do meu país para o mundo com pensamentos sobre feminilidade e preconceito, misturando inglês, espanhol e português". Ryan Tedder, que já trabalhou com Adele, Beyoncé e Bruno Mars, foi o produtor executivo do álbum. Em entrevista à revista Veja, ele disse: "Ela entende a cultura global e está pronta para o mercado americano. Todo mundo em Los Angeles e Nova York quer trabalhar com Anitta". Ele expressou como foi difícil fazer uma batida de funk carioca, mencionando que teve que trazer os produtores brasileiros Tropkillaz para uma sessão em Los Angeles para conselhos sobre como fazer e que foi preciso vários anos de tentativas antes que ele pudesse acertar em "Faking Love".

## Capa e título
Inicialmente, o álbum deveria ser chamado de Girl from Rio. No entanto, foi alterado para Versions of Me, que, segundo Anitta, "faz mais sentido". A capa apresenta seis "versões" diferentes de Anitta, ou seja, seis aparições diferentes dela ao longo do tempo enquanto ela passava por diferentes procedimentos de cirurgia plástica. Ela sugeriu a ideia da capa e do nome do álbum no seu aniversário em 30 de março de 2022, através de uma série de fotos de anos passados que ela publicou nas suas redes sociais. Jacob Webster ficou responsável pela fotografia, enquanto Maxime Quoilin foi o responsável pela direcção criativa.

## Composição
Versions of Me é um álbum que incorpora estilos rítmicos como EDM, afrobeat, R&B e funk brasileiro. É um álbum trilíngue, assim como o álbum anterior de Anitta, Kisses, com referências multiculturais e diversas e cujas faixas "exploram as diversas mulheres e facetas que habitam a complexa personalidade" de Anitta.

### Canções
O álbum abre com "Envolver", uma canção de reggaeton com ritmos urbanos e letras que expressam uma mensagem sobre "desejo e paixão sem compromisso". É seguida por "Gata", uma faixa uptempo de reggaeton clássico com elementos escapistas. A faixa contém sample de "Guatauba" (2002) do Plan B. "I'd Rather Have Sex" é uma canção definida como divertida, com um ritmo dos anos 90. "É tão eu!", disse Anitta sobre a canção, em entrevista, na qual segue: "Não tenho tempo para bobagens. Não tenho tempo para relacionamentos que não me trarão o melhor. Então, eu acho que essa canção diz de um jeito engraçado que eu realmente prefiro fazer sexo do que discutir ou perder tempo". "Gimme Your Number" é uma mistura de inglês e espanhol. Anitta a descreveu como uma versão hip hop de "La Bamba" de Ritchie Valens. "Maria Elegant" é uma faixa que mistura elementos da música latina com o afrobeat. "Love You" é uma faixa de electropop. "Boys Don't Cry" é uma canção de electropop e pop rock, descrita como tendo uma vibração retro-futurista semelhante a "Blinding Lights" (2019) de The Weeknd. Tem um som escuro e gótico e inclui sintetizadores e linhas do baixo em um estilo semelhante ao de Billy Idol.
A faixa-título é uma faixa de electropop descrita como "uma atualização moderna do som de meados dos anos 80 de Madonna". "Turn It Up" é uma faixa descrita como uma "balada acústica com fusão rítmica". "Ur Baby" é uma faixa lenta de reggaeton cuja letra "conta a história de duas pessoas que se desejam e se perguntam o que acontecerá se ficarem juntas". "Girl from Rio" é uma canção sobre a cultura brasileira e a própria vida da cantora. Interpola "Garota de Ipanema" (1962) de Vinicius de Moraes e Tom Jobim. Em "Faking Love", o "funk brasileiro característico de Anitta se mistura com o rap característico de Saweetie". A letra é descrita como "verdadeira representação da felicidade que se sente quando finalmente se sai de um relacionamento em que não era feliz". "Que Rabão" é uma faixa de funk carioca. "Me Gusta" é uma canção em espanhol e inglês que incorpora funk e pagode baiano. O álbum termina com "Love Me, Love Me", uma faixa de R&B alternativo descrita como "vulnerável, mas borbulhante e ousada".

## Lançamento e promoção
Versions of Me foi lançado em 12 de abril de 2022, através da Warner Records, o primeiro de Anitta a ser lançado sob o selo. A edição padrão foi lançada em download digital e streaming. A edição deluxe foi lançada em 25 de agosto de 2022.

### Singles
"Me Gusta" com participação da rapper estadunidense Cardi B e do rapper porto-riquenho Myke Towers serve como o primeiro single de Versions of Me. A canção foi lançada junto com seu videoclipe dirigido por Daniel Russell em 18 de setembro de 2020. Na parada Hot 100 da Billboard dos Estados Unidos, a canção estreou em 91, tornando-se a primeira entrada de Anitta na parada. A canção também se tornou a vigésima segunda entrada brasileira na Hot 100. "Me Gusta" também entrou nas paradas musicais de vários países, incluindo Argentina, Bélgica, Brasil, Canadá, Espanha, Irlanda, Portugal e Suíça.
"Girl from Rio" foi lançada como o segundo single em 29 de abril de 2021. O videoclipe da canção dirigido por Giovanni Bianco foi lançado no dia seguinte. A canção entrou na parada Mainstream Top 40 dos EUA, chegando ao número 29. Um remix com o rapper norte-americano DaBaby foi lançado em 21 de maio de 2021, que atingiu o número 93 na parada Argentina Hot 100 e número 28 na parada Rhythmic da Billboard.
"Faking Love" com participação da rapper norte-americana Saweetie foi lançada como o terceiro single em 14 de outubro de 2021. Seu videoclipe dirigido por Bradley & Pablo foi lançado no dia seguinte. A canção foi enviada para rádios pop e rhythmic dos EUA em 19 de outubro de 2021. "Faking Love" alcançou os números 34 e 35 nas paradas Mainstream Top 40 e Rhythmic da Billboard, respectivamente.
"Envolver" foi lançada como o quarto single em 11 de novembro de 2021. Em março de 2022, viralizou no TikTok graças a uma dança que aparece no videoclipe e que Anitta fez em uma série de apresentações no Brasil. Tornou-se a primeira canção latina solo e a primeira canção por um ato brasileiro a alcançar a primeira posição no Top 50 Global do Spotify. Entrou nas paradas musicais de vários países da América Latina, como Argentina, Brasil, Chile, Colômbia, México e Peru; nas paradas musicais de Portugal e Suíça e nas paradas norte-americanas Hot 100 e Hot Latin Songs da Billboard nos números 70 e 3, respectivamente. Ela também teve suas entradas mais altas na Billboard Global 200 e Billboard Global Excl. U.S., nos números dois e um, respectivamente.
"Boys Don't Cry" foi lançada como o quinto single em 27 de janeiro de 2022. Seu videoclipe de acompanhamento foi dirigido pela própria Anitta e Christian Breslauer. A canção foi enviada para rádios pop dos EUA em 8 de fevereiro de 2022. A canção alcançou o número 33 na parada Mainstream Top 40 da Billboard.
"Gata" com participação de Chencho Corleone foi lançada como o sexto single em 5 de agosto de 2022. A canção estreou diretamente no Top 50 das mais ouvidas no Brasil e Portugal.
"El Que Espera" com a participação de Maluma foi lançada como single da edição deluxe em 11 de agosto de 2022.
"Lobby" com a participação de Missy Elliot foi lançada como single da edição deluxe em 18 de agosto de 2022.

### Apresentações ao vivo
Em 23 de setembro de 2020, Anitta cantou "Me Gusta" pela primeira vez no The Tonight Show Starring Jimmy Fallon. No dia seguinte, ela apresentou a canção no MTV Millennial Awards Brasil 2020. Em 1º de outubro de 2020, no evento de lançamento do FIFA 21, a cantora apresentou a canção, que está disponível na trilha sonora do jogo. Em 9 de outubro de 2020, Anitta apresentou a canção no iHeartRadio Fiesta Latina 2020. Em 24 de outubro de 2020, Anitta apresentou a canção no programa de televisão Caldeirão do Huck. Em 20 de novembro de 2020, a cantora apresentou "Me Gusta" no Grammy Latino de 2020. Em 31 de dezembro de 2020, Anitta cantou "Me Gusta" no TikTok New Year's Eve 2021 e ¡Feliz 2021! da Univision.
No dia 2 de maio de 2021, Anitta cantou "Girl from Rio" pela primeira vez no Fantástico. No dia seguinte, ele cantou a canção no Today. Em 5 de maio de 2021, ela cantou a canção no Jimmy Kimmel Live!, e em 9 de maio, ela cantou no Ellas y Su Música. Anitta também cantou a canção no MTV Video Music Awards de 2021 em 12 de setembro. Em 3 de novembro de 2021, ela cantou "Faking Love" com Saweetie no The Late Late Show with James Corden. Em dezembro de 2021, ela cantou "Girl from Rio", "Faking Love" com Saweetie, e "Envolver" na Miley’s New Year’s Eve na NBC. Além disso, o remix de "Envolver" de Justin Quiles foi apresentando em 24 de fevereiro de 2022 na cerimônia de premiação do 34º Premio Lo Nuestro. Em 31 de janeiro de 2022, Anitta apresentou "Boys Don't Cry" pela primeira vez no The Tonight Show Starring Jimmy Fallon. Ela cantou a canção novamente em 15 de abril de 2022 no Good Morning America. Em 15 e 22 de abril de 2022, ela apresentou todos os cinco singles, além de outras canções, no Coachella Valley Music and Arts Festival.
A canora performou o quarto single do álbum, "Envolver", no dia 28 de agosto de 2022 ao vivo no palco principal do MTV Video Music Awards, com um medley dos hits "Movimento da Sanfoninha", "Bola Rebola", "Vai Malandra" e o início de "Lobby", além de ganhar o prêmio Best Latin pela mesma música.

## Recepção crítica
| Críticas profissionais | Críticas profissionais |
| Pontuações agregadas   | Pontuações agregadas   |
| Fonte                  | Avaliação              |
| ---------------------- | ---------------------- |
| AOTY                   | 77/100                 |
| Avaliações da crítica  |                        |
| Fonte                  | Avaliação              |
| NME                    | [ 90 ]                 |
| Rolling Stone          | [ 91 ]                 |
| The Line of Best Fit   | 7/10                   |
| Tracklist              | 7.5/10                 |
| escutai                | 8.9/10                 |
| Portal Acervo          | 8/10                   |
| Kolibli                | 6/10                   |
| Célula Pop             | [ 97 ]                 |
| Plano Crítico          | [ 98 ]                 |

Versions of Me recebeu críticas majoritariamente positivas, elogiando a versatilidade musical de Anitta ao misturar pop, reggaeton, funk e R&B, além de sua ambição internacional.
A produção refinada e a coesão do álbum foram destacadas, assim como as parcerias internacionais e o alcance global da artista. A revista NME elogiou a diversidade sonora do álbum, ressaltando a capacidade de Anitta em mesclar pop, reggaeton, funk e R&B, destacando faixas que mostram seu amadurecimento artístico e alcance global. Já a Rolling Stone destacou a produção refinada e a habilidade da artista em manter sua identidade mesmo ao experimentar sons internacionais, apontando o álbum como um marco em sua carreira. A Billboard incluiu o álbum em suas recomendações essenciais, destacando faixas-chaves que exemplificam o crescimento artístico e o impacto global de Anitta.
Por outro lado, a crítica do New York Times ponderou que, embora o álbum seja ambicioso, por vezes a produção soa genérica, e que algumas faixas carecem de personalidade única, o que pode dificultar a identificação de um som distintivo da artista. The Line of Best Fit ressaltou a coesão do projeto, a qualidade das letras e o alcance emocional que Anitta apresenta ao explorar diferentes versões de si mesma nas faixas, tornando o álbum uma experiência rica e pessoal. Já o portal Escutai considerou o álbum como um “passo importante para o pop brasileiro”, apontando a mistura bem-sucedida de elementos latinos e internacionais como um diferencial.
Já a GQ Brasil classificou as músicas como “pop chiclete” — bem produzidas e dançantes —, sem ousar demais, elogiando faixas em inglês como “I’d Rather Have Sex” e “Love You”, ao mesmo tempo criticando a presença pontual de elementos de funk. O site Plano Crítico descreveu Versions of Me como um álbum ambicioso, de produção refinada e polida, que reforça a posição de Anitta como artista global multifacetada.

### Classificações de Fim de Ano
| Publicação/crítica | Lista                           | Posição | Ref.    |
| ------------------ | ------------------------------- | ------- | ------- |
| Stereogum          | Melhores álbuns pop de 2022     | —       | [ 103 ] |
| Variety            | Melhores álbuns latinos de 2022 | 9       | [ 104 ] |
| Billboard          | Melhores álbuns latinos de 2022 | —       | [ 105 ] |

### Prêmios e indicações
| Ano  | Prêmio                                | Categoria    | Resultado | Ref.    |
| ---- | ------------------------------------- | ------------ | --------- | ------- |
| 2022 | MTV Millennial Awards Brasil          | Álbum do Ano | Indicado  | [ 106 ] |
| 2022 | Prêmio Multishow de Música Brasileira | Álbum do Ano | Indicado  | [ 107 ] |
| 2022 | Prêmio Multishow de Música Brasileira | Capa do Ano  | Indicado  | [ 108 ] |

## Lista de faixas
| Versions of Me — Edição padrão |                                                                  |                                                                                      |                                   |         |  |
| N.º                            | Título                                                           | Compositor(es)                                                                       | Produtor(es)                      | Duração |  |
| 1.                             | "Envolver"                                                       | Anitta C. Salazar F. Montalvo J. Cruz L. Tavárez                                     | Subelo Neo                        | 3:13    |  |
| 2.                             | "Gata" (part. Chencho Corleone)                                  | Anitta A. Keen Corleone E. Vega E. Bonner J. Taylor L. Willis O. Valle S. Dunbar     | Ryan Tedder                       | 3:26    |  |
| 3.                             | "I'd Rather Have Sex"                                            | B. Free J. Bunetta M. Borrero S. Nichols T. Scola                                    | J. Bunneta M. Borrero             | 2:53    |  |
| 4.                             | "Gimme Your Number" (com Ty Dolla Sign)                          | A. Izquierdo D. Holland Keen P. Pigliapoco R. Valens T. Griffin                      | B. Tymes Ruckus V. Riper          | 2:37    |  |
| 5.                             | "Maria Elegante" (part. Afro B)                                  | Anitta D. White D. Flores J. Charles J. Castaneda Keen O. Escobar R. Bayeto S. López | The Best Soundz                   | 3:06    |  |
| 6.                             | "Love You"                                                       | Anitta J. Hill Keen M. Sabath                                                        | M. Sabath                         | 3:02    |  |
| 7.                             | "Boys Don't Cry"                                                 | Anitta B. Bourelly M. Burns R. Yacoub S. Douglass                                    | Burns Yacoub                      | 2:16    |  |
| 8.                             | "Versions of Me"                                                 | Anitta Bourelly Burns M. Love Yacoub                                                 | Burns                             | 3:04    |  |
| 9.                             | "Turn It Up"                                                     | Anitta A. Torres Lourdiz M. Rengifo R. Tedder                                        | Torres Rengifo M. Mike Tedder     | 2:39    |  |
| 10.                            | "Ur Baby" (part. Khalid)                                         | Anitta Eyelar G. Aldae J. Murray K. Robinson L. Smith M. Omer                        | Mojam                             | 2:43    |  |
| 11.                            | "Girl from Rio"                                                  | Anitta C. Juarbe N. Gimbel M. Eriksen R. Keen T. Jobim T. Hermansen V. de Moraes     | Stargate                          | 3:14    |  |
| 12.                            | "Faking Love" (part. Saweetie)                                   | Anitta Saweetie Keen Rengifo Tedder Torres                                           | Torres Kuk Harrell Rengifo Tedder | 2:28    |  |
| 13.                            | "Que Rabão" (com YG, Papatinho e Kevin o Chris, part. Mr. Catra) | Anitta K. Jackson K. Zanoni MC Copinho T. Alves W. Costa                             | Papatinho                         | 2:56    |  |
| 14.                            | "Me Gusta" (com Cardi B e Myke Towers)                           | Anitta Cardi B B. García Colón Towers R. Dias Rengifo Tedder Torres W. Chibatinha    | RDD Rengifo Tedder Torres         | 3:00    |  |
| 15.                            | "Love Me, Love Me"                                               | Anitta Juarbe C. Handsome                                                            | Handsome Tedder                   | 3:11    |  |
| Duração total:                 | Duração total:                                                   | Duração total:                                                                       | Duração total:                    | 43:54   |  |

| Versions of Me — Faixas bônus da edição deluxe |                                                                                   | |                            |         |  |
| N.º                                            | Título                                                                            | Compositor(es)                                                                                      | Produtor(es)               | Duração |  |
| 1.                                             | "Lobby" (com Missy Elliott)                                                       | Anitta M. Pollack Elliott Nija R. Tedder Z. Skelton                                                 | Tedder Skelton             | 2:37    |  |
| 2.                                             | "El Que Espera" (com Maluma)                                                      | Anitta Maluma A. Felipe L. Salazar O. Sabino                                                        | A. Clay Salazar            | 2:50    |  |
| 3.                                             | "Yo No Sé" (part. L7nnon e Maffio)                                                | Anitta C. Chill L7nnon Maffio S. Dice                                                               | Maffio                     | 3:01    |  |
| 4.                                             | "Practice" (part. ASAP Ferg e Harv)                                               | D. Brown E. Walcott J. McGuire M. Kurchner R. Geutreau T. Parx                                      | HARV                       | 3:23    |  |
| 5.                                             | "Dançarina (Remix)" (com Pedro Sampaio e Dadju, part. de Nicky Jam e MC Pedrinho) | Machado Chill Dadju J. Rodriguez Maikinho DJ P. Tempester Jam Sampaio Rafinha RSQ Seysey W. Mundala | Dadju Maikinho Sampaio RSQ | 3:32    |  |
| Duração total:                                 | Duração total:                                                                    | Duração total:                                                                                      | Duração total:             | 59:19   |  |

## Desempenho nas paradas musicais

### Paradas semanais
| Parada (2022)                              | Melhor posição |
| ------------------------------------------ | -------------- |
| Estados Unidos (Billboard Top Heatseekers) | 2              |
| França (SNEP)                              | 187            |

## Certificações e vendas
| Região                                                        | Certificação | Vendas   |
| ------------------------------------------------------------- | ------------ | -------- |
| Brasil (Pro-Música Brasil)                                    | Diamante     | 300,000‡ |
| ‡ Vendas+valores de streaming baseados apenas na certificação |              |          |

## Histórico de lançamento
| Região | Data                 | Formato(s)                 | Edição | Gravadora(s) | Ref.   |
| ------ | -------------------- | -------------------------- | ------ | ------------ | ------ |
| Mundo  | 12 de abril de 2022  | Download digital streaming | Padrão | Warner       | [ 36 ] |
| Mundo  | 25 de agosto de 2022 | Download digital streaming | Deluxe | Warner       | [ 37 ] |